# Рондон, Мариана
Мариана Рондон (исп. Mariana Rondón,  (род. 8 мая 1966, Баркисимето, Венесуэла) — венесуэльская художница,  кинорежиссёр, сценарист и продюсер.

## Биография
Изучала анимацию и видео во Франции. Закончила известную Международную школу кино и телевидения на Кубе, в Сан-Антонио-де-лос-Баньос. В 1990 создала вместе с коллегами многонациональную  продюсерскую компанию Sudaca Films. Как художник работает в технике инсталляции, её работы, кроме Венесуэлы, были показаны в Мексике, Франции, Испании, Перу.

## Фильмография
- 1989: В тишине что-то упало/ Algo caía en el silencio (короткометражный)
- 1992: Cáscaras (короткометражный)
- 1994: Calle 22 (короткометражный)
- 1999: A la media noche y media (в соавторстве; номинация на Гран-при МКФ в Токио)
- 2007: Открытки из Ленинграда/ Postales de Leningrado (премия за лучший фильм на Фестивале латиноамериканского кино в Биаррице, премия на Фестивале национального кино в Сеара, две премии МКФ в Керале, премия международного жюри Открытие на МКФ в Сан-Паулу)
- 2013: Плохие волосы/ Pelo Malo (Золотая раковина Сан-Себастьянского МКФ, премия за режиссуру и лучший сценарий МКФ в Мар-дель-Плата,  специальная премия жюри МКФ в Гаване, Бронзовый Александр и премия ФИПРЕССИ на МКФ в Салониках, две премии Международного фестиваля молодого кино в Турине)